# Nobis astate, nobis hoc opus recitate …
Nobis astate, nobis hoc opus recitate … (Steht uns bei und helft, wohlan, lest uns dises Werk vor,) ist das Incipit eines Gedichts, das dem zweiten Buch der in mittellateinischer Sprache verfassten Chronik des Gallus Anonymus vorangestellt ist. Es ist das erste Gedicht in der polnischen Literatur, das sich gänzlich mit dem poetischen Schaffen befasst, und zugleich eines der ersten autografischen Gedichte.

## Form
Wie die zwei anderen Einleitungsgedichte des ersten und dritten Buches (Bolezlauus dux inclitus … und Deo vero laus et honor …) wird das Gedicht als epilogus ‚Kurzfassung‘ bezeichnet.
Formal besteht es aus 12 Versen. Die ersten beiden Verse sind nach dem quantitierenden Versprinzip in leoninischen Hexametern verfasst. Die restlichen zehn Verse sind hingegen nach dem silbenzählenden Versprinzip gestaltet. Jeder dieser Verse besteht aus 15 Silben mit einer Zäsur nach der achten Silbe und weist dasselbe Akzentschema auf. Diese zehn Verse sind durch den Tiradenreim auf -imus miteinander verknüpft.

## Inhalt
In den ersten beiden Versen bittet das lyrische Ich die nicht namentlich genannten Adressaten um Beistand und Hilfe sein Werk zu verbreiten. Höchstwahrscheinlich werden hier der im vorangehenden Widmungsbrief genannte Bischof Paweł und der Kanzler Michał angesprochen. Nur mit ihrer Unterstützung kann das Werk den ersehnten Ruhm erreichen.
In den folgenden Versen 3–9 wird die Metapher des Dichters als Wanderer gezeichnet, der nach einer langen Reise durch mehrere ihm unbekannte Länder eine Ruhephase eingelegt hat. Hierin kann eine Allusion an den Schlaf Homers in der Ars poetica von Horaz (V. 358–360) gesehen werden. Zudem kann in einer autobiografischen Lesart aus diesem Bild geschlossen werden, dass die Reaktion des herzoglichen Hofes und der Kirche auf das erste Buch der Chronik wahrscheinlich nicht wohlwollend war und dem Dichter, der sich in ihm unbekannten Gefilden der polnischen Geschichte bewegte, ein verändertes Vorgehen nach einer möglichen Zwangspause auferlegt wurde.
Die letzten drei Verse beinhalten den Verweis auf das Versprechen, sich auf den weiteren Weg zu begeben, um das Werk fortzuführen sowie Versäumtes nachzuholen und zu ergänzen.

## Ausgaben
- Kazimierz Liman (Hrsg.): Antologia poezji łacińskiej w Polsce. Średniowiecze. Wydawnictwo UAM, Posen 2004, S. 252.
- Karol Maleczyński (Hrsg.): Galli Anonymi cronicae et gesta ducum sive principum Polonorum (= Monumenta Poloniae Historica. Nova Series. Band II). Polska Akademia Umiejętności, Krakau 1952, S. 62–63.